# تریومف تایگر ۹۰۰
تریومف تایگر ۹۰۰ (انگلیسی: Triumph Tiger 900) یک موتورسیکلت دوئال اسپرت متوسط با قدرت ۹۳ اسب بخار است که در سال ۲۰۲۰ توسط سازنده بریتانیایی موتورسیکلت تریومف معرفی شد. در حالی که موتورسیکلتی به نام تایگر ۹۰۰ (تی۴۰۰) از سال ۱۹۹۳ تا ۱۹۹۸ تولید می‌شد، این مدل یک طراحی کاملاً جدید است که به عنوان جانشین تریومف تایگر ۸۰۰ (که ظاهری مشابه با آن دارد) در نظر گرفته شده است.
ارتقاء تایگر ۹۰۰ شامل یک موتور با ظرفیت ۹۰۰ سی‌سی مکعب (۵۵ مکعب اینچ)، یک مخزن سوخت بزرگتر ۵٫۳ گالن و روشنایی ال‌ئی‌دی بود. علاوه بر این، به روز رسانی‌های عمده‌ای در سیستم تعلیق انجام شد و ترمزهای دیسکی جدید برمبو اضافه شدند.